# Canton de Créteil-Sud
Le canton de Créteil-Sud est une ancienne division administrative française située dans le département du Val-de-Marne et la région Île-de-France.
À la suite du redécoupage cantonal de 2014, le canton Créteil-Sud n'est plus utilisé dans le cadre des élections départementales, en ayant fait place aux cantons de Créteil-1 et Créteil-2. Sa dénomination est cependant toujours utilisée pour définir le découpage électoral de la deuxième circonscription du Val-de-Marne.

## Histoire
Les cantons de Créteil-Nord et de Créteil-Sud sont créés par la scission de l'ancien canton de Créteil par le décret du 20 janvier 1976 .
Ces deux cantons sont supprimés par le décret du 24 décembre 1984, qui les rescinde en trois cantons, Créteil-Nord, Créteil-Ouest et Créteil-Sud.
Un nouveau découpage territorial du Val-de-Marne entré en vigueur à l'occasion des premières élections départementales suivant le décret du 17 février 2014. Les conseillers départementaux sont, à compter de ces élections, élus au scrutin majoritaire binominal mixte. Les électeurs de chaque canton élisent au Conseil départemental, nouvelle appellation du Conseil général, deux membres de sexe différent, qui se présentent en binôme de candidats. Les conseillers départementaux sont élus pour 6 ans au scrutin binominal majoritaire à deux tours, l'accès au second tour nécessitant 12,5 % des inscrits au 1er tour. En outre, la totalité des conseillers départementaux est renouvelée. Ce nouveau mode de scrutin nécessite un redécoupage des cantons dont le nombre est divisé par deux avec arrondi à l'unité impaire supérieure si ce nombre n'est pas entier impair, assorti de conditions de seuils minimaux. Dans le Val-de-Marne le nombre de cantons passe ainsi de 49 à 25.
Dans ce cadre, les trois cantons de Créteil créés en 1984 sont supprimés afin de créer les nouveaux cantons de Créteil-1 et Créteil-2.

## Administration
| Période   | Période          | Identité           | Étiquette | Qualité |
| --------- | ---------------- | ------------------ | --------- | --- |
| 1976      | 1988 (démission) | Laurent Cathala    | PS        | Cadre hospitalier Maire de Créteil (1977 → ) Député du Val-de-Marne (1981 → 1991 et 1993 → 2017) Secrétaire d'État (1991-1993)                                                        |
| 1988      | 1992             | Christian Fournier | PS        | Adjoint au maire de Créteil (1983-2008) Conseiller général de Créteil-Ouest (1992 → 2011)                                                                                             |
| 1992      | 1993 (démission) | Laurent Cathala    | PS        | Cadre hospitalier Maire de Créteil (1977 → ) Député du Val-de-Marne (1981 → 1991 et 1993 → 2017) Secrétaire d'État (1991-1993) Démissionnaire à la suite de son élection comme député |
| juin 1993 | 2011             | Bernard Boutboul   | PS        | Cardiologue Adjoint au maire de Créteil (1989-2008) |
| 2011      | 2015             | Josette Sol        | PS        | Cadre en ressources humaines à La Poste Maire-adjointe de Créteil Elue en 2015 dans le Canton de Créteil-1                                                                            |

## Composition

### Période 1976 - 1984
Le premier canton de Créteil-sud correspondait à la partie de la commune de Créteil située, selon la toponymie du décret de 1976, au sud « d'une ligne définie par l'axe des voies ci-après : avenue de Pompadour, route de Choisy, rue des Mèches, rue de Mesly, rue Gabriel-Péri, rue du Général-Leclerc jusqu'à la limite de Bonneuil-sur-Marne ».

### Période 1984 - 2015
Le canton de Créteil-Sud recouvrait le sud de la  commune de Créteil, c'est-à-dire la portion de la ville « non incluse dans les cantons de Créteil-Nord et de Créteil-Ouest ». 
| Communes                 | Population (2012) | Code postal | Code Insee |
| ------------------------ | ----------------- | ----------- | ---------- |
| Créteil, commune entière | 82 154            | 94 000      | 94 028     |

## Démographie
| 1962 | 1968 | 1975 | 1982 | 1990   | 1999   | 2009 |
| ---- | ---- | ---- | ---- | ------ | ------ | ---- |
| -    | -    | -    | -    | 32 261 | 34 420 | -    |